# Tyspanodes hillalis
Tyspanodes hillalis là một loài bướm đêm trong họ Crambidae.